# 松岡高信
松岡 高信（まつおか たかのぶ、1952年4月27日 - ）は、兵庫県尼崎市出身の元プロ野球選手（投手）。

## 来歴・人物
北陽高校では、一塁手として1970年の春の選抜に出場。島本講平のいる箕島高校に決勝で敗れ準優勝。チームメイトには才田修と神垣雅行がいた。
大阪学院大学に進み、外野手で中心打者として活躍するが、4年になると投手にも挑戦して関西六大学野球秋季入替戦では1回を投げた。西鉄OBの神原隆彦氏の伝手でテストを受けると、スカウトに投手としての才能を買われ、1974年のドラフト会議で太平洋クラブライオンズから4位指名を受け入団。スリークォーターからの速球、スライダー、カーブを武器にした。
ファームでは開幕投手も務めたこともあったが、一軍には出場できなかった。1979年に南海ホークスへ移籍し、この年限りで引退。
地元で事業を営む。

## 詳細情報

### 年度別投手成績
- 一軍公式戦出場なし

### 背番号
- 41 （1975年 - 1978年）
- 69 （1979年）